# Witte zeggemineermot
De witte zeggemineermot (Elachista albidella) is een nachtvlinder uit de familie grasmineermotten (Elachistidae).
De spanwijdte van de vlinder bedraagt tussen de 9 tot 10 millimeter.
De witte zeggemineermot komt voor in een groot deel van Europa en in Noord-Amerika.

## Waardplanten
De witte zeggemineermot gebruikt veenbies, waterbies, oeverzegge, scherpe zegge en veenpluis als waardplant.